# 国防部空軍司令部
国防部空軍司令部は、《国防部組織法》に基づいて中華民国国防部に所属している軍事機関。空軍の軍事事務の計画、監督及び執行を負う。政治作戦室、督察長室、人事軍務処、軍事情報処、戦備訓練処、後勤処、計画処、通信電子資訊処、主計処等の幕僚部門を管轄する。 

## 沿革

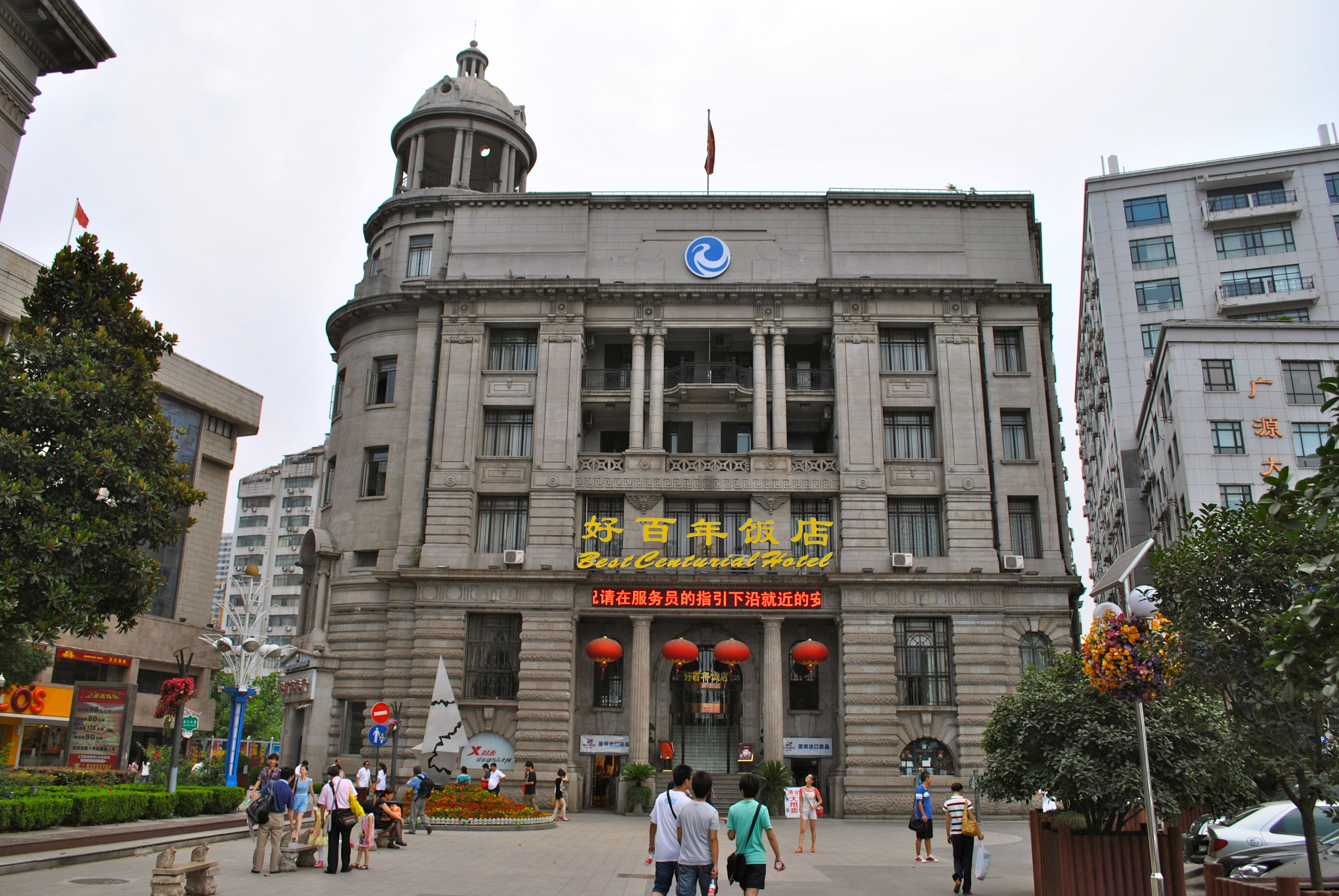
漢口遷都後に委員会本部が一時設置された旧日清汽船漢口支店ビル

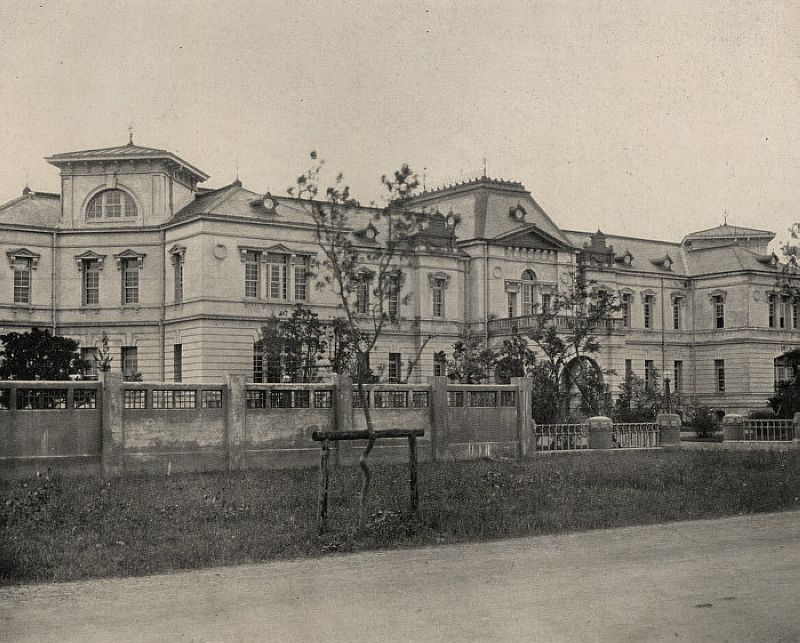
遷台後に空軍司令部として利用された台北東区仁愛営区の旧台湾総督府中央研究所

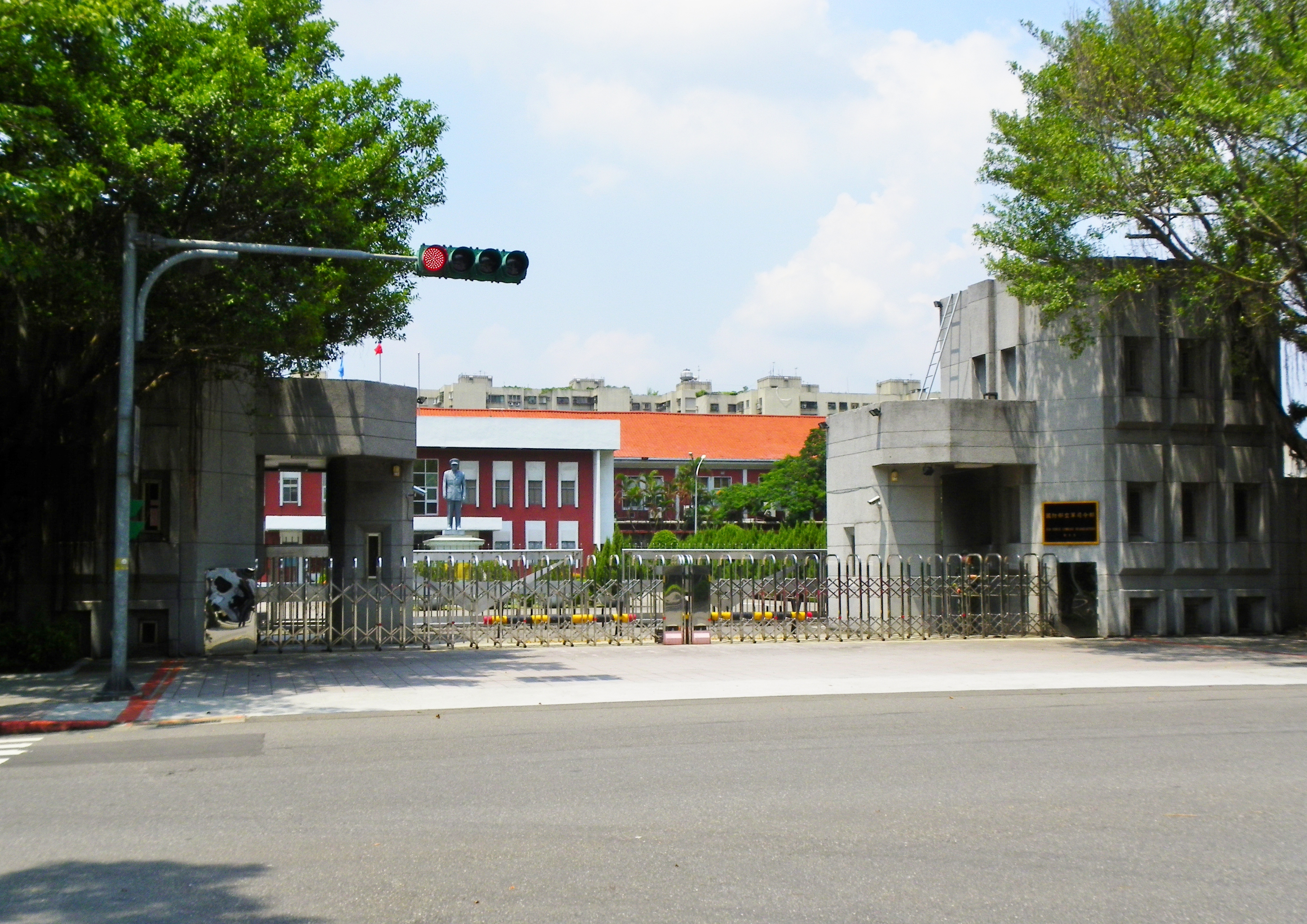
移転直前の旧空軍司令部

- 1920年11月29日 - 航空局設立（局長：朱卓文（中国語版））[3]
- 1923年3月1日 - 大元帥府航空局に改称、大沙頭（中国語版）に移転
- 1925年7月 - 国民政府軍事委員会（中国語版）航空局に改称
- 1926年7月9日[4] - 国民革命軍総司令部航空処に改称[5]
- 1927年9月 - 軍事委員会航空処に改称。3科1処。また航空司令部設置[4]。
- 1928年11月1日 - 北伐終了と軍事委員会解消に伴い行政院軍政部航空署となる[6]。6科に拡充。
- 1931年8月 - 杭州に移転、3処15科に拡充。
- 1932年夏 - 航空署署長徐培根、自らの汚職を隠蔽するため南昌飛行場を放火したとして南昌行営調査科長・鄧文儀とともに更迭される[7]
- 1933年8月17日[4] - 軍事委員会航空署に改称。5処に拡充。防空科を設置[8]。
- 1934年
  - 3月 - 江西省南昌に航空署駐屯。
  - 5月 - 航空委員会、南昌の老営房飛行場北東近隣にて成立[9][10]。隷下に五処十七科を編制・共有[11]。委員長に蒋介石、初代弁公庁主任に陳慶雲。
- 1936年
  - 1月12日[4] - 航空委員会、南京珠江路小営に移駐[12]
  - 2月24日 - 第1回会議。
  - 4月 - 弁公庁主任を航空委員会主任と改称。秘書長設置
  - 5月 - 人事変更。中央航校防空総台を拡充し南京小営に航空委員会防空総台（長：陳一白）設立。杭州は支台に改編[13]
  - 11月 - 航空委員会航空特務団（中国語版）成立、初代団長は李良栄
- 1937年
  - 5月 - 3庁7処18科に改編。
  - 8月14日 - 委員会制では迅速な指揮作戦に難ありとして[14]「空軍前敵総指揮部」を設置。隷下に五科（六科とも）および防空総台（主任総台：陳一白）、轟炸（司令：張廷孟）、駆逐（司令：高志航）、偵察（司令：陳棲霞）の三個司令部を設置。
  - 11月 - 航空委員会、南京より漢口の旧日清汽船漢口支店ビル（中国語版）に移転[15]。組織規模を3分の1に縮小。常務主任委員・常務委員制度廃止。第七処を吸収合併し空軍兵監部設置。
- 1938年
  - 3月 - 組織再編。各庁処を漢数字から名称表記に変更。空軍前敵総指揮部を廃止し、また現役パイロットが司令官を兼任する轟炸司令部、駆逐司令部、偵察司令部に代わって後方の管理職が指揮権をとる空軍路を設置。
  - 4月16日 - 広州の駐粤空軍指揮部、第2路司令部（司令官代理：楊鶴霄、参謀長：劉国運）に改編[16]。
  - 4月20日 - 西安に第3路司令部（司令官：陳棲霞）が設立[16]。
  - 5月 - 防空庁設置
  - 5月1日 - 南昌に第1路司令部（司令官：張廷孟、参謀長：王袖萍）が設立[16]。
- 1939年
  - 1月 - 航空委員会、成都東門外沙河堡に移駐[17]。
  - 3月 - 組織再編、四庁制から二監制になる。航空委員に宋子文、孔祥熙、何応欽、白崇禧、陳誠、賀耀組、徐永昌、宋美齢、周至柔、唐生智、竜雲。
  - 7月7日 - 航空研究所設立。所長：黄光鋭、副所長：王助。
  - 12月30日 - 『空軍軍区司令官路司令官職権範囲之規定』制定、第1路が第2総站区（重慶）、第3総站区（梁山）第9総站区（芷江）、第5総站区（貴陽、44年空軍第2路に移管）を管轄すると定められる[18]
- 1940年
  - 8月16日 - 第1軍区司令部が第4路司令部（司令官：欧陽璋）に改編[19]。
- 1941年
  - 3月26日 - 空軍総指揮部（総指揮：毛邦初、参謀長：張廷孟）成立
  - 4月 - 航空委員会改編。成都で軍政庁、防空総監部（総監部：黄鎮球）が設立[20]。参事室、顧問事務室、法制委員会、飛行失事審査委員会、人事処、秘書処、副官処、会計処および政戦部設置。
  - 5月15日 - 昆明に第5路司令部が設立。司令官は航空学校教育長の王叔銘が兼任[21]。
- 1942年5月 - 防空総台と戴笠の空測人員を合併させ、空軍監察総隊設立[22]
- 1943年
  - 2月15日 - 航空委員会改編。空軍総指揮部と軍政庁が廃止[23]。
- 1946年
  - 1月16日 - 南京の原地に移転[24]
  - 6月1日 - 空軍総司令部成立、国防部の所属となる[9]。司令部設置場所は旧航空委員会に同じ[12][25]。また同月、北平に第2軍区（司令官：徐康良、参謀長：陳有雄）、西安に空軍第3軍区（司令官：劉国運、副司令官：龔穎澄、参謀長：羅英徳）が成立
  - 9月 - 瀋陽に第1軍区（司令官：張廷孟）、漢口に空軍第1航空団司令部を基幹とし第4軍区司令部（司令官：羅機）[26]、重慶に空軍第5軍区司令部（司令官：晏玉琮）[26]成立
  - 12月1日 - 空軍広播電台設立
- 1947年
  - 6月 - 秘書室を廃し、副官処および新聞処設置。防空処、第三署より総司令部直轄となる。医務処、軍医処に改称。
  - 9月 - 訓練司令部（長：劉牧群）成立
  - 12月 - 督察室を督察処に改称
- 1948年
  - 4月 - 新聞処を政工処に改称
  - 6月 - 副参謀長1名設置
  - 9月 - 督察処を督察室に戻し、統計室を統計処に改称。
- 1949年
  - 1月 - 3室5署10処に縮小
  - 4月23日 - 中華民国政府とともに台湾に移り[9]、台北市大安区仁愛路（中国語版）および建国南路（中国語版）に位置する旧台湾総督府工業研究所（中国語版）を接収[27][28][29][30]、同時に該当地区を仁愛営区と改称。
- 1952年1月1日 - 国防部防空司令部を編入、空軍防空司令部に改称
- 1963年1月1日 - 政治部を政治作戦部に改称
- 1985年 - 訓練司令部廃止
- 2005年1月1日 - 《国防部組織法》修正に基づき国防部空軍総司令部に改称。
- 2006年2月15日 - 国防部空軍司令部に改称。
- 2012年10月5日 - 台北市中山区大直（中国語版）忠勇営区に移転。
- 2017年
  - 9月1日 - 「空軍防空ミサイル指揮部」および「空軍防空砲兵指揮部」を合併、「空軍防空・ミサイル指揮部（中国語版）」成立
  - 12月1日 - 空軍航空航空団（中国語には連隊）番号調整（後述）

## 組織
國防部空軍司令部
司令 一位 二級上将 
副司令：中将2名（作戦担当1名，兵站担当1名）
参謀長中将1名
副参謀長：少将2名（作戦担当1名，兵站担当1名）

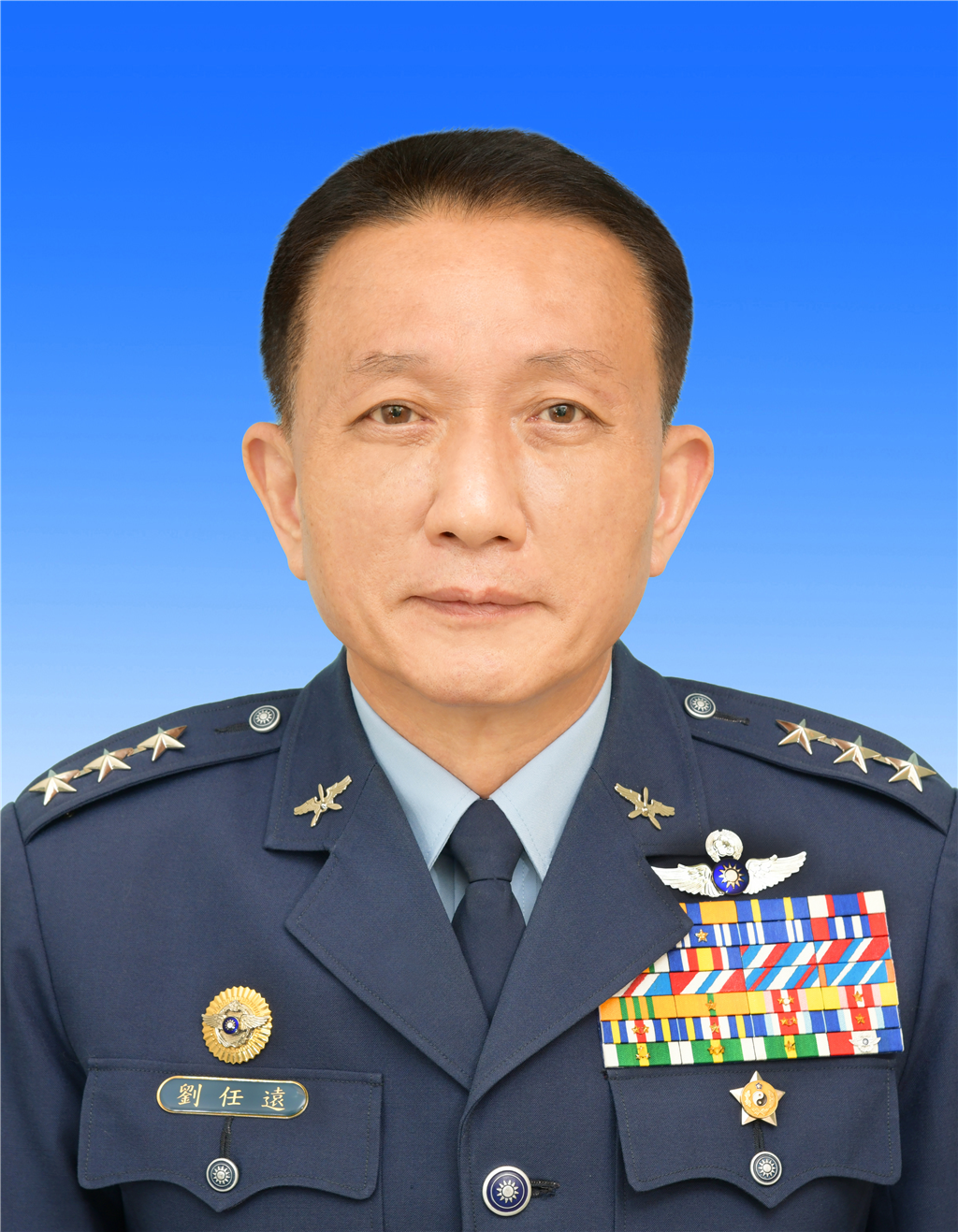
現空軍司令の劉任遠二級上将

司令部先任上級曹長（中国語には士官督導長） 士官長1名
内部組織
- 政治作戦室（主任：中将1名、戦闘／作戦人員より任命。副主任：少将1名、純政戦／政工（中国語版）人員が就任）
- 督察長室（督察長：少将1名）
- 人事軍務処（処長：少将1名）
- 軍事情報処（処長：大佐1名）
- 戦備訓練処（処長：少将1名）
- 後勤処（処長：少将1名）
- 計画処（処長：少将1名）
- 通信電子情報処（処長：少将1名）
- 主計処（処長：大佐1名）
- 空軍儀仗連
- 中部地区人才募集センター 主任大佐

直轄組織
空軍軍官学校：高雄市岡山区（校長少将、副校長少将、教育長大佐）
空軍航空科技研究發展センター

直轄部隊
- 空軍作戦指揮部(ACC)（駐台北公館（中国語版））
指揮官：中将1名
副指揮官：少将2名
参謀長：少将1名
主管作戦副参謀長：大佐1名
主管後勤副参謀長：大佐1名
政治作戦室主任：少将1名
政治作戦室副主任：大佐1名
  - 戦術管制航空団（戦管航空団，駐台北松山，少将部隊長）
    - 空軍北部地域作戦統制センター(NROCC)
    - 空軍南部地域作戦統制センター(SROCC)
    - 空軍東部地域作戦統制センター(EROCC)
      - 通常時はすべてのROCCが任務を遂行することが可能であり、JAOC/ACCが敵軍の攻撃を受け、管制を遂行できなくなった場合は、直ちにACCから本来の航空管制業務を引き継ぎ、航空戦闘指揮任務を継続することができる。

    - 空軍探知早期警戒センター(樂山レーダーサイト-AN/FPS-115 PAVE PAWS)
    - 空軍第1レーダー中隊(大漢山レーダーサイト)
    - 空軍第2レーダー中隊(外埔レーダーサイト)
    - 空軍第3レーダー中隊(嵩山レーダーサイト)
    - 空軍第4レーダー中隊(太武山レーダーサイト)
    - 空軍第5レーダー中隊(東引レーダーサイト)
    - 空軍第6レーダー中隊(石門レーダーサイト)
    - 空軍第7レーダー中隊(拱北山レーダーサイト)
    - 空軍第1機動レーダー分遣隊(恆春レーダーサイト)
    - 空軍第2機動レーダー分遣隊(壽豐レーダーサイト)
    - 空軍第3機動レーダー分遣隊(志航レーダーサイト)
    - 空軍第1レーダー分遣隊(東澳嶺レーダーサイト)
    - 空軍第3レーダー分遣隊(大崗山レーダーサイト)
    - 空軍第4レーダー分遣隊(花蓮レーダーサイト)

  - 通信航管情報航空団（通航資航空団，駐台北松山，少将部隊長）
    - 技術研修センター
    - 台北情報大隊
    - 第1通信情報航空管制中隊:台南空軍基地
    - 第2通信情報航空管制中隊:新竹空軍基地
    - 第3通信情報航空管制中隊:台中清泉崗空軍基地
    - 第4通信情報航空管制中隊:嘉義空軍基地
    - 第5通信情報航空管制中隊:花蓮空軍基地
    - 第6通信情報航空管制中隊:屏東空軍基地
    - 第7通信情報航空管制中隊:台東志航空軍基地
    - 第8通信情報航空管制中隊:空軍松山基地
    - 第9通信情報航空管制中隊:空軍馬公基地
    - 第10通信情報航空管制中隊:岡山空軍基地

  - 空軍気象航空団（中国語版）（駐台北公館，部隊長大佐）
    - 空軍気象センター
    - 第1基地気象センター:台南空軍基地
    - 第2基地気象センター:新竹空軍基地
    - 第3基地気象センター:台中清泉崗空軍基地
    - 第4基地気象センター嘉義空軍基地
    - 第5基地気象センター:加祿堂防空砲兵訓練センター
    - 第6基地気象センター:屏東空軍基地
    - 第7基地気象センター:空軍馬公基地
    - 第8基地気象センター:空軍松山基地
    - 第9基地気象センター:花蓮空軍基地
    - 第10基地気象センター:台東志航空軍基地
    - 第11基地気象センター:岡山空軍基地
    - 緑島気象レーダー・探空分遣隊:綠島火燒山基地

  - 憲兵第十二中隊
- 空軍防空・ミサイル指揮部（中国語版）（駐台南市仁徳区）
  - 指揮官：中将1名
  - 副指揮官：少将1名
  - 参謀長：大佐1名
  - 政戦主任：大佐1名
  - 政戦副主任：大佐1名
  - 空軍防空砲兵作戦管制センター（旅団長：上校1名）
  - 空軍防空ミサイル第791旅団（旅団長：上校1名）
    - 第641ミサイル營(雄風IIE型巡航ミサイル)
      - 第1連
      - 第2連
      - 第3連

    - 第642ミサイル營(雄風IIE型巡航ミサイル)
      - 第1連
      - 第2連
      - 第3連

    - 第643ミサイル營(雄風IIE型巡航ミサイル)
      - 第1連
      - 第2連
      - 第3連

  - 空軍防空第792旅団（旅団長：上校1名）
    - 第303高射砲兵營 (スカイガード防空システム)
      - 第1連
      - 第2連
      - 第3連

    - 第304高射砲兵營 (スカイガード防空システム)
      - 第1連
      - 第2連
      - 第3連

    - 第613ミサイル營(天弓3型防空システム)
      - 第1連
      - 第2連
      - 第3連

    - 第615ミサイル營(天弓3型防空システム) 
      - 第1連
      - 第2連
      - 第3連

    - 防空ミサイル統合整備第2工場

  - 空軍防空793旅団（旅団長：上校1名）
    - 第501高射砲兵營(T-82 2連装高射機関砲+捷羚防空システム)
      - 第1連
      - 第2連
      - 第3連

    - 第611ミサイル營(天弓2型防空システム)
      - 第1連
      - 第2連
      - 第3連

    - 第614ミサイル營(天弓3型防空システム) 
      - 第1連
      - 第2連
      - 第3連

    - 第616ミサイル營(天弓3型防空システム) 
      - 第1連
      - 第2連
      - 第3連

    - 第631ミサイル營 (パトリオットミサイル) 
      - 第1連
      - 第2連
      - 第3連

    - 防空ミサイル統合整備第3工場

  - 空軍防空794旅団（旅団長：上校1名）
    - 第502高射砲兵營(T-82 2連装高射機関砲+捷羚防空システム)
      - 第1連
      - 第2連
      - 第3連

    - 第612ミサイル營(天弓2型防空システム) 
      - 第1連
      - 第2連
      - 第3連

    - 第632ミサイル營(パトリオットミサイル) 
      - 第1連
      - 第2連
      - 第3連

    - 防空ミサイル統合整備第4工場

  - 空軍防空795旅団（旅団長：上校1名）
    - 第301高射砲兵營(スカイガード防空システム)
      - 第1連
      - 第2連
      - 第3連

    - 第302高射砲兵營(スカイガード防空システム)
      - 第1連
      - 第2連
      - 第3連

    - 第633ミサイル營(パトリオットミサイル)
      - 第1連
      - 第2連
      - 第3連

    - 防空ミサイル統合整備第1工場
- 空軍教育訓練曁準則發展指揮部（駐花蓮県佳山，指揮官中将1名、副指揮官少将1名）
  - 空軍航空技術学院（駐高雄市岡山区，院長少将）
  - 測評戦研センター
  - 基地訓練指揮部
  - 戦術訓練センター
  - 防空砲兵訓練センター（駐屏東県枋山郷）
    - 空軍靶勤隊
    - 教育勤務支援連
      - 訓練第一連
      - 訓練第二連
      - 訓練第三連

  - 憲兵第十一中隊
- 空軍保修指揮部（指揮官少将）
  - 空軍第一保修指揮部
  - 空軍第三保修指揮部
  - 空軍料配件総庫
    - 台中專業庫
    - 台南專業庫
    - 岡山專業庫
    - 屏東專業庫
    - 花蓮專業庫

作戦航空団
- 空軍松山基地指揮部（松指部，指揮官少将）
  - 憲兵第八中隊
  - 專機隊 - B-1900C 11機、フォッカー 50 3機、ボーイング737-800 1機
- 飛行訓練指揮部：岡山空軍基地（指揮官少将，空軍雷虎特技小組を統轄）
  -     - 基本訓練組 - T-34C 40機
    - 戰鬥訓練組 - AT-3 46機
    - 部隊訓練組：T-BE-5A 30機( 台東志航空軍基地（中国語版）)
    - 空運訓練組 - 專機隊からB-1900C 1機を借りる。
    - 教官訓練組

  - 空軍第十一基地勤務群
  - 憲兵第十中隊
- 空軍第一戦術戦闘機航空団：台南空軍基地（部隊長少将、副部隊長少将）
  - 第1戦闘機作戦隊 - F-CK-1C/D 20機
  - 第3戦闘機作戦隊 - F-CK-1C/D 20機
  - 第9戦闘機作戦隊 - F-CK-1C/D 20機
  - 空軍第一修護補給群
  - 空軍第一基地勤務群
  - 馬公基地勤務隊
  - 憲兵第一中隊
  - 憲兵第九中隊
- 空軍第二戦術戦闘機航空団：新竹空軍基地（中国語版）（部隊長少将、副部隊長少将）
  - 第41戦闘機作戦隊（ミラージュ2000-5EI/DI）20機
  - 第42戦闘機作戦隊（ミラージュ2000-5EI/DI）20機
  - 第48戦闘機換装訓練隊（ミラージュ2000EI/DI）20機
  - 空軍第二修護補給群
  - 空軍第二基地勤務群
  - 憲兵第二中隊
- 空軍第三戦術戦闘機航空団：台中清泉崗空軍基地（部隊長少将、副部隊長少将）
  - 第7戦闘機作戦隊 - F-CK-1C/D 20機
  - 第28戦闘機作戦隊 - F-CK-1C/D 20機
  - 測試および評価中隊 - F-CK-1C/D 10機
  - 空軍第三修護補給群
  - 空軍第三基地勤務群
  - 憲兵第三中隊
- 空軍第四戦術戦闘機航空団（旧：455戦術戦闘機航空団）：嘉義空軍基地（部隊長少将、副部隊長少将）
  - 第21戦闘機作戦隊（F-16 AM/BM(V)）20機
  - 第22戦闘機作戦隊（F-16 AM/BM(V)）20機
  - 第23戦闘機作戦隊（F-16 AM/BM(V)）20機
  - 空軍救護隊 S-70C-6 2機+EC225[31] 3機+UH-60M 14機
  - 空軍第四修護補給群
  - 空軍第四基地勤務群
  - 憲兵第四中隊
- 空軍第五戦術混合航空団[32]：花蓮空軍基地（部隊長少将、副部隊長少将）
  - 第17戦闘機作戦隊（F-16 AM/BM(V)）20機
  - 第26戦闘機作戦隊（F-16 AM/BM(V)）20機
  - 第27戦闘機作戦隊（F-16 AM/BM(V)）20機
  - 第12戰術偵察作戦隊(RF-5E/F-5F/F-16A/B)20機
  - 空軍撮影技術隊
  - 空軍第五修護補給群
  - 空軍第五基地勤務群
  - 空軍第七修護補給群花蓮修護支援隊
  - 憲兵第五中隊
- 空軍第六混合航空団（旧：439混合航空団）：屏東空軍基地（部隊長少将、副部隊長少将あるいは大佐）
  - 第10輸送群（下轄101、102中隊）(C-130H) 19機
  - 第20電戦群（下轄2、6中隊）(E-2K 6機[33][34] 、C-130HE 1機)
  - 空軍対潜作戦群（下轄33、34中隊）(P-3C) [35]
  - 空軍第六修護補給群
  - 空軍第六基地勤務群
  - 憲兵第六中隊
- 空軍第七戦術戦闘機航空団：台東志航空軍基地（中国語版）（部隊長少将、副部隊長少将あるいは大佐）
  - 第44戦闘機作戦隊（F-16C/D Block 70(V)）20機(接裝中)
  - 第45戦闘機作戦隊（F-16C/D Block 70(V)）20機(接裝中)
  - 第46戦闘機作戦隊（F-16C/D Block 70(V)）20機(接裝中)
  - 空軍第七修護補給群
  - 空軍第七基地勤務群
  - 憲兵第七中隊

## 歴代空軍参謀長
- 王叔銘中校（1946.6.29 - 1948.10）
- 劉牧群少将（1948.10 - 1949.11）
- 劉国運中将（1949.11 - 1952）
- 徐煥昇（中国語版）中将（1952 - ?）
- 羅英徳中将（1957.7.1 - 1961.6）
- 陳衣凡（中国語版）中将（1968.3 - 1969.7）
- 烏　鉞中将（1972.8 - 1974.3）
- 郭汝霖中将1977.7.6 - 1980.1
- 林文礼中将（1986.8.25 - 1987.12）
- 鄧維海中将（1987.12 - 1989.3.31）
- 袁行遠中将（1989.4.1 - 1989.12.4）
- 斉正文中将（1989.12.05 - 1992.11.30）
- 丁滇濱中将（1994.5.1 - 1995.7.31）
- 陳盛文中将（1995.8.1 - 1996.12.31）
- 許家仲中将（1997.1.1 - 1999.6.30）
- 周文沖中将（1999.7.01 - 2002.4.30）
- 葛光越中将（2002.5.1 - 2003.7.31）
- 沈国禎中将（2003.8.1 - 2004.12.31）
- 彭勝竹中将（2005.1.1 - 2005.5.31）
- 厳　明（中国語版）中将（2005.5.31 - 2007）
- 劉震武中将（2007 - 2007）
- 呉健行中将（2007 - 2009）
- 葛熙熊中将（2009 - 2010）
- 王正霄中将（2010 - 2011）
- 張恵栄中将（2011 - 2012）
- 陳添勝中将（2012 - 2013）
- 丁忠武（中国語版）中将（2013 - 2014）
- 劉守仁（中国語版）中将（2014 - 2015）
- 柏鴻輝（中国語版）中将（2015 - 2016）
- 范大維（中国語版）中将（2016 - 2017）
- 鄭栄豊（中国語版）中将（2017 - 2018）
- 劉任遠中将（2018 - 現在）

## 歴代空軍政戦主任
- 傅清石（1947 - ?）
- 簡朴（中国語版）
- 徐煥昇（中国語版）中将（1951 - 1952）
- 魏崇良（中国語版）中将（1956 - ?）
- 胡偉克（中国語版）
- 董明徳中将（1962 - 1964.3?）
- 梁孝煌中将（1964.3? - 1968.04.20
- 呉宝華（中国語版）中将（1968.4.20 - 1971）
- 陳燊齢（中国語版）中将（1980 - 1982）
- 唐飛中将（1986.8.30 - 1989.3.31）
- 徐銘譚中将（1989.4.1 - ?）
- 沙龍禧中将（ - 1992.04.30）
- 高仲源中将（1992.05.01 - 1993.12.31）
- 孫国安中将（1994.01.01 - 1996.04.30）
- 李天羽中将（1996.05.01 - 1998.6.15）
- 劉貴立中将（1998.06.16 - 1999.03.15）
- 師国強中将（1999.10.13 - 2000.11.30）
- 葛光越中将（2000.12.01 - 2002.04.30）
- 任渝生中将（2002.05.01 - 2002.09）
- 劉創黎中将（2002.10 - 2004.05.31）
- 劉翼天中将（2004.06.01 - 2006.10.30）
- 劉介岑中将（2006.11.01 - 2008.02.29）
- 熊湘台中将（2008.03.01 - 2008.05.19）
- 陳哲雄中将（2008.05.20 - 2009.11.15）
- 潘恭孝中将（2009.11.16 - 2012）
- 呉万教（中国語版）中将（2012 - 2013）
- 柏鴻輝中将（2013 - 2013）
- 劉守仁中将（2013 - 2014）
- 張哲平（中国語版）中将（2014 - 2015）
- 丁忠武中将（2015 - 2016）
- 鄭栄豊中将（2016 - 2017）
- 張延廷（中国語版）中将（2017 - 2018）
- 王純雄中将（2018 - 現在）